# Георги Боков
Георги Филипов Боков е участник в комунистическото съпротивително движение по време на Втората световна война, български партизанин. Партиен деец от БКП и публицист.

## Биография
Георги Боков е роден в Якоруда на 15 януари 1920 г. Като ученик в Пазарджишката гимназия е приет за член на РМС (1935). Участва в издаването на ученическото списание „Искра“. За политическа дейност е изключен от гимназията, която все пак успява да завърши.
Участва в комунистическото съпротивително движение по време на Втората световна война. Става член на БРП (к). В периода 1942 – 1943 г. учи в Юридическия факултет на Софийския университет. Арестуван е и е въдворен в лагер. От септември 1943 г. е нелегален и партизанин в Партизански отряд „Никола Парапунов“. Политкомисар на партизанска чета и член на Окръжния комитет на РМС.
След 9 септември 1944 г. е околийски секретар на РМС в Якоруда. През 1946 г. постъпва на работа в редакцията на вестник „Работническо дело“. От 1951 г. е отговорен секретар, а по-късно и заместник главен редактор. От 1958 до 1976 г. е главен редактор на вестника. Оглавява информационната агенция „София прес“ (1975). Дългогодишен председател на Съюза на българските журналисти.
От 1962 г. е член на ЦК на БКП, а в периода 1968 – 1976 г. е секретар на ЦК на БКП.  Член е и на Националния съвет на Отечествения фронт. Избиран е три пъти за народен представител.
През 1976 г. е свален от всички постове и е изпратен в пенсия, поради несъгласие с политиката на налагане на Людмила Живкова в партийната и държавната йерархия.
Посмъртно е изключен от журналистическия съюз.

## Семейство
Георги Боков е баща на:
- Филип Боков – дипломат, посланик, политик, редактор на „Работническо дело“, и
- Ирина Бокова – дипломат, посланик, министър на външните работи, ръководител на ЮНЕСКО.